# Nam–Bắc triều (Nhật Bản)
| Lịch sử Nhật Bản | Lịch sử Nhật Bản |
| --- | ---------------- |
| Tiền sửThời kỳ đồ đá cũ ~15000 TCN Thời kỳ Jōmon (Thằng Văn) ~15000 TCN–300 TCN Thời kỳ Yayoi (Di Sinh) tk 4 TCN–tk 3 |                  |
| Cổ đạiThời kỳ Kofun (Cổ Phần) tk 3–tk 7 Thời kỳ Asuka (Phi Điểu) 592–710 Thời kỳ Nara (Nại Lương) 710–794 Thời kỳ Heian (Bình An) 794–1185 |                  |
| Phong kiếnThời kỳ Kamakura (Liêm Thương) 1185–1333 Tân chính Kemmu (Kiến Vũ) 1333–1336 Thời kỳ Muromachi (Thất Đinh) 1336–1573 Thời kỳ Nam-Bắc triều 1336–1392 Thời kỳ Chiến Quốc 1467–1590 Thời kỳ Azuchi-Momoyama (An Thổ-Đào Sơn) 1573–1603 Mậu dịch Nanban (Nam Man) Chiến tranh Nhật Bản – Triều Tiên 1592–1598 Thời kỳ Edo/Tokugawa (Giang Hộ/Đức Xuyên)1603–1868 Chiến tranh Nhật Bản – Lưu Cầu Chiến dịch Ōsaka (Đại Phản) Tỏa Quốc Đoàn thám hiểm Perry Hiệp ước Kanagawa (Thần Nại Xuyên) Bakumatsu (Mạc mạt) Minh Trị Duy tân Chiến tranh Boshin (Mậu Thìn) |                  |
| Hiện đạiThời kỳ Minh Trị (Meiji) 1868–1912 Nhật xâm lược Đài Loan 1874 Chiến tranh Tây Nam Chiến tranh Nhật–Thanh Hiệp ước Mã Quan Chiến tranh Ất Mùi 1895 Phong trào Nghĩa Hòa Đoàn Hòa ước Portsmouth Hiệp ước Nhật–Triều 1910 Thời kỳ Đại Chính (Taishō) 1912-1926 Nhật Bản trong Thế chiến thứ nhất Sự can thiệp của Nhật Bản vào Siberia Đại thảm họa động đất Kantō 1923 Thời kỳ Chiêu Hòa (Shōwa) 1926–1989 Chủ nghĩa quân phiệt Nhật Bản Sự kiện Phụng Thiên Nhật Bản xâm lược Mãn Châu Hiệp ước chống Quốc tế Cộng sản Chiến tranh Trung–Nhật Cuộc tấn công Trân Châu Cảng Vụ ném bom nguyên tử xuống Hiroshima và Nagasaki Chiến tranh Xô–Nhật Nhật Bản đầu hàng Thời kỳ bị chiếm đóng 1945-1952 Nhật Bản thời hậu chiếm đóng Kỳ tích kinh tế Nhật Bản thời hậu chiến Thời kỳ Bình Thành (Heisei) 1989–2019 Thập niên mất mát Động đất Kobe 1995 Cool Japan Động đất và sóng thần Tōhoku 2011 Thời kỳ Lệnh Hòa (Reiwa) 2019–nay Đại dịch COVID-19 tại Nhật Bản |                  |
| Xem thêm Thiên hoàng • Niên biểu • Đế quốc Nhật Bản Kinh tế • Giáo dục • Quân sự • Hải quân • Di sản thế giới |                  |
| x t s |                  |

Thời kỳ Nam-Bắc triều (南北朝時代 (Nam Bắc triều thời đại) nanbokuchō-jidai, cũng gọi là thời kỳ Nanboku-chō), kéo dài từ năm 1336 đến năm 1392, là giai đoạn đầu của thời kỳ Muromachi trong lịch sử Nhật Bản. 
- Thủ đô của Bắc triều: Kyoto
- Thủ đô của Nam triều: Yoshino.

Các đại bản doanh Hoàng gia trong thời kỳ Nanboku-chō ở khá gần nhau, nhưng khác biệt về mặt địa lý. Chúng được quy ước là:
- Thủ đô của Bắc triều: Kyoto
- Thủ đô của Nam triều: Yoshino.

Trong thời đại này, trong nội bộ nước Nhật tồn tại hai triều đình: Bắc triều do Ashikaga Takauji thiết lập ở Kyoto, và Nam triều, thành lập bởi Thiên hoàng Go-Daigo ở Yoshino.
Về mặt ý thức hệ, hai triều đình này giao chiến trong vòng 50 năm, kết thúc với việc Thiên hoàng Nam triều thoái vị va Nam triều đầu hàng năm 1392. Tuy nhiên, trên thực tế, dòng dõi Bắc triều chịu ảnh hưởng quyền lực của Mạc phủ Ashikaga và có rất ít sự độc lập thực sự.
Từ thế kỷ 19, các Thiên hoàng của Nam triều được công nhận là các Thiên hoàng chính thống, vì họ vẫn nắm giữ đế quyền. Các yếu tố đóng góp khác là sự nắm giữ Tam chủng thần khí của Nam triều, và tác phẩm Jinnō Shōtōki của Kitabatake Chikafusa, đã hợp thức hóa Nam triều, bất chấp thất bại của họ.
Hệ quả của các sự kiện trong giai đoạn này tiếp tục có ảnh hưởng trong quan điểm thông thường hiện đại của Nhật Bản về Tennō Seika (hệ thống Thiên hoàng). Dưới ảnh hưởng của Thần đạo Quốc gia, một sắc lệnh của Hoàng gia ngày 3 tháng 3 năm 1911, đã xác định rằng các vị quân chủ trị vì hợp pháp trong thời kỳ này là từ Nam triều.  Sau chiến tranh thế giới thứ hai, một loạt những người đặt ra yêu sách, bắt đầu từ Kumazawa Hiromichi, đã chú ý tới dòng dõi từ Nam triều và thách thức tính hợp pháp của dòng dõi đế quốc hiện đại, có nguồn gốc từ Bắc triều.
Sự hủy diệt của Mạc phủ Kamakura năm 1333 và sự thất bại của Tân chính Kemmu vào năm 1336 đã khơi mào cho một cuộc khủng hoảng về tính hợp pháp cho Mạc phủ mới.  Hơn nữa, những thay đổi về thể chế trong hệ thống bất động sản (shōen) đã hình thành nền tảng thu nhập của các quý tộc và các chiến binh cũng làm thay đổi quyết định tình trạng của các nhóm xã hội khác nhau. Thứ nổi lên từ các nhu cầu cấp bách của Nanboku-chō (Nam - Bắc triều) là chế độ Muromachi, mở rộng cơ sở kinh tế của các chiến binh, trong khi nắm giữ các chủ sở hữu quý tộc. Xu hướng này đã bắt đầu với khởi điểm của Mạc phủ Kamakura.

## Hoàng gia Nam triều
- Thiên hoàng Go-Daigo「後醍醐天皇」(1288–1339, r. 1318-1339)
- Thiên hoàng Go-Murakami「後村上天皇」(1328–1368, r. 1339-1368))
- Thiên hoàng Chokei「長慶天皇」((1343–1394, r. 1368-1383)
- Thiên hoàng Go-Kameyama「後亀山天皇」(1347-1424, r. 1383-1392)

## Hoàng gia Bắc triều
- Thiên hoàng Kōgon「光厳天皇」(1313–1364, r. 1331–1333)
- Thiên hoàng Kōmyō「光明天皇」(1322–1380, r. 1336–1348)
- Thiên hoàng Sukō「崇光天皇」(1334–1398, r. 1348–1351)
  - Đứt quãng, 26 tháng 11, 1351 đến 25 tháng 9, 1352
- Thiên Hoàng Go-Kōgon「後光厳天皇」(1338–1374, r. 1352–1371)
- Thiên hoàng Go-En'yū「後円融天皇」(1359–1393, r. 1371–1382)
- Thiên hoàng Go-Komatsu「後小松天皇」(1377–1433, r. 1382–1412)